# Holohalaelurus regani
Holohalaelurus regani é uma espécie de tubarão da família Pentanchidae [en], os tubarões-gato de águas profundas. Comum nas costas da África do Sul e sul da Namíbia, habita a borda externa da plataforma continental em profundidades de 100 a 300 metros, com machos encontrados mais fundo que fêmeas e filhotes. Este tubarão apresenta cabeça curta, larga e achatada, corpo robusto que se afina em uma cauda longa e esguia. É identificado pelo padrão de coloração ornamentado, com manchas marrons escuras em filhotes ou borrões em adultos, sobre um fundo amarelado claro, além de dentículos dérmicos aumentados sobre as barbatanas peitorais e ao longo da linha dorsal média, do focinho à segunda barbatana dorsal. Atinge 69 cm de comprimento, com machos maiores que fêmeas.
Habitante da zona demersal e possivelmente ativo, Holohalaelurus regani alimenta-se principalmente de uma ampla variedade de peixes ósseos, crustáceos e cefalópodes. Parte significativa de sua dieta pode ser necrofága, proveniente de vísceras descartadas pela pesca. É ovíparo, com fêmeas produzindo duas bolsas de sereia de cada vez ao longo do ano. Este tubarão é regularmente capturado como fauna acompanhante pela pesca comercial de arrastão na África do Sul, mas é descartado em vez de aproveitado. Apesar da pressão pesqueira, sua população tem aumentado, e a União Internacional para a Conservação da Natureza (IUCN) classificou-o como pouco preocupante.

## Taxonomia
O tubarão Holohalaelurus regani foi descrito originalmente pelo ictiólogo sul-africano John Gilchrist [en] em um relatório de pesquisa de pesca de 1922. Ele classificou a nova espécie no gênero Scylliorhinus e deu-lhe o epíteto específico regani em homenagem ao ictiólogo Charles Tate Regan. Em 1934, Henry Weed Fowler [en] transferiu esta espécie para seu novo subgênero Holohalaelurus [en], dentro de Halaelurus [en]. Posteriormente, Holohalaelurus foi elevado ao status de gênero completo. Como não havia espécime-tipo referenciável na descrição de Gilchrist, em 2006 Brett Human designou um macho de 63 cm capturado na Baía de Hondeklip [en] como o neótipo da espécie.
Historicamente, houve muita confusão na literatura científica entre H. regani, Holohalaelurus punctatus [en] e Holohalaelurus melanostigma [en], sendo este último por vezes considerado um sinônimo júnior de H. regani e confundido com Holohalaelurus grennian. Além disso, duas formas de H. regani eram reconhecidas: a forma "Cabo" ou "típica" e a forma "Natal" ou "nordeste". Esta última foi descrita como uma espécie distinta, Holohalaelurus favus [en], em 2006.

## Descrição

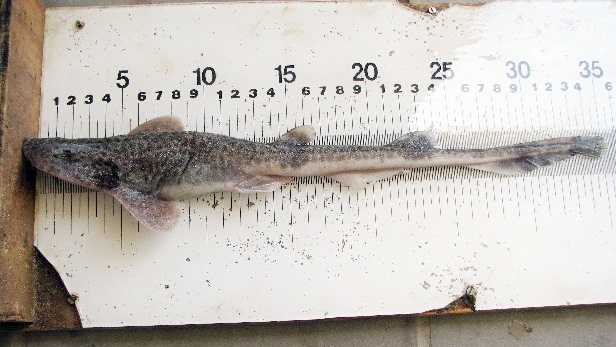
Holohalaelurus regani tem um pedúnculo caudal muito longo e marcas dorsais distintamente ornamentadas.

O corpo do tubarão Holohalaelurus regani é firme e robusto, afinando drasticamente em direção à cauda. A cabeça é muito curta, larga e achatada, com um focinho arredondado. Os olhos ovais horizontais estão posicionados no topo da cabeça, com cristas grossas abaixo; cada olho possui uma membrana nictitante rudimentar e é seguido por um espiráculo. As narinas são precedidas por abas de pele triangulares que quase alcançam a boca longa e angular. A boca contém papilas proeminentes no céu e no assoalho, sem sulcos nos cantos. As mandíbulas superior e inferior contêm, em média, 65 e 60 fileiras de dentes, respectivamente; cada dente é relativamente grande, com uma cúspide central estreita flanqueada por 1–2 cúspides menores. Há cinco pares de fendas branquiais.
As barbatanas peitorais são longas e largas. A primeira barbatana dorsal origina-se sobre a parte posterior das bases das barbatanas pélvicas; a segunda barbatana dorsal é ligeiramente maior e origina-se sobre a parte posterior da base da barbatana anal. As barbatanas pélvicas e anais são longas, baixas e maiores que as dorsais. As pontas traseiras livres das barbatanas pélvicas podem estar parcialmente fundidas, mas nunca completamente; os machos possuem clásperes esguios e pontiagudos. O pedúnculo caudal é longo e fino, especialmente em tubarões mais jovens. A barbatana caudal compõe de um quarto a um quinto do comprimento total, com um lobo inferior fraco e uma incisura ventral perto da ponta do lobo superior. A pele espessa é coberta por dentículos dérmicos bem calcificados, exceto ao redor das fendas branquiais. Dentículos dérmicos aumentados, em forma de espinhos, estão presentes na superfície superior das barbatanas peitorais e ao longo da linha dorsal média, do focinho à origem da segunda barbatana dorsal. Filhotes apresentam um padrão marcante com muitas manchas marrons escuras irregulares sobre um fundo amarelo a marrom-amarelado claro. Com a idade, as manchas se enlargam e fundem, formando um padrão intricado de reticulações e marcas em forma de U em adultos. A face ventral é branca lisa, com poros sensoriais pretos visíveis sob a cabeça, corpo e barbatanas pareadas. Diferentemente da maioria dos peixes cartilaginosos, os machos atingem um comprimento máximo muito maior que as fêmeas: 69 cm contra 52 cm.

## Distribuição e habitat
Endêmico da ponta sul da África, a área de distribuição do tubarão Holohalaelurus regani se estende de Lüderitz, Namíbia, a oeste, até Durban, África do Sul, a leste. Registros mais ao norte na costa da África Oriental (por exemplo, Somália) provavelmente referem-se a outras espécies de Holohalaelurus. Esta espécie abundante, habitante do fundo do mar, vive na borda externa da plataforma continental e na parte superior da encosta continental, de 40 metros a pelo menos 1075 metros de profundidade. Na África do Sul, é mais comum em áreas com plataforma continental mais larga, a profundidades de 100–200 metros na costa sul e 200–300 metros na costa oeste. Fêmeas e filhotes tendem a ser encontrados em águas mais rasas que os machos. Em grande parte, o número de tubarões em uma área permanece constante ao longo do ano. No entanto, tubarões na ponta sul do Banco das Agulhas podem realizar uma pequena migração em direção à costa no outono.

## Biologia e ecologia

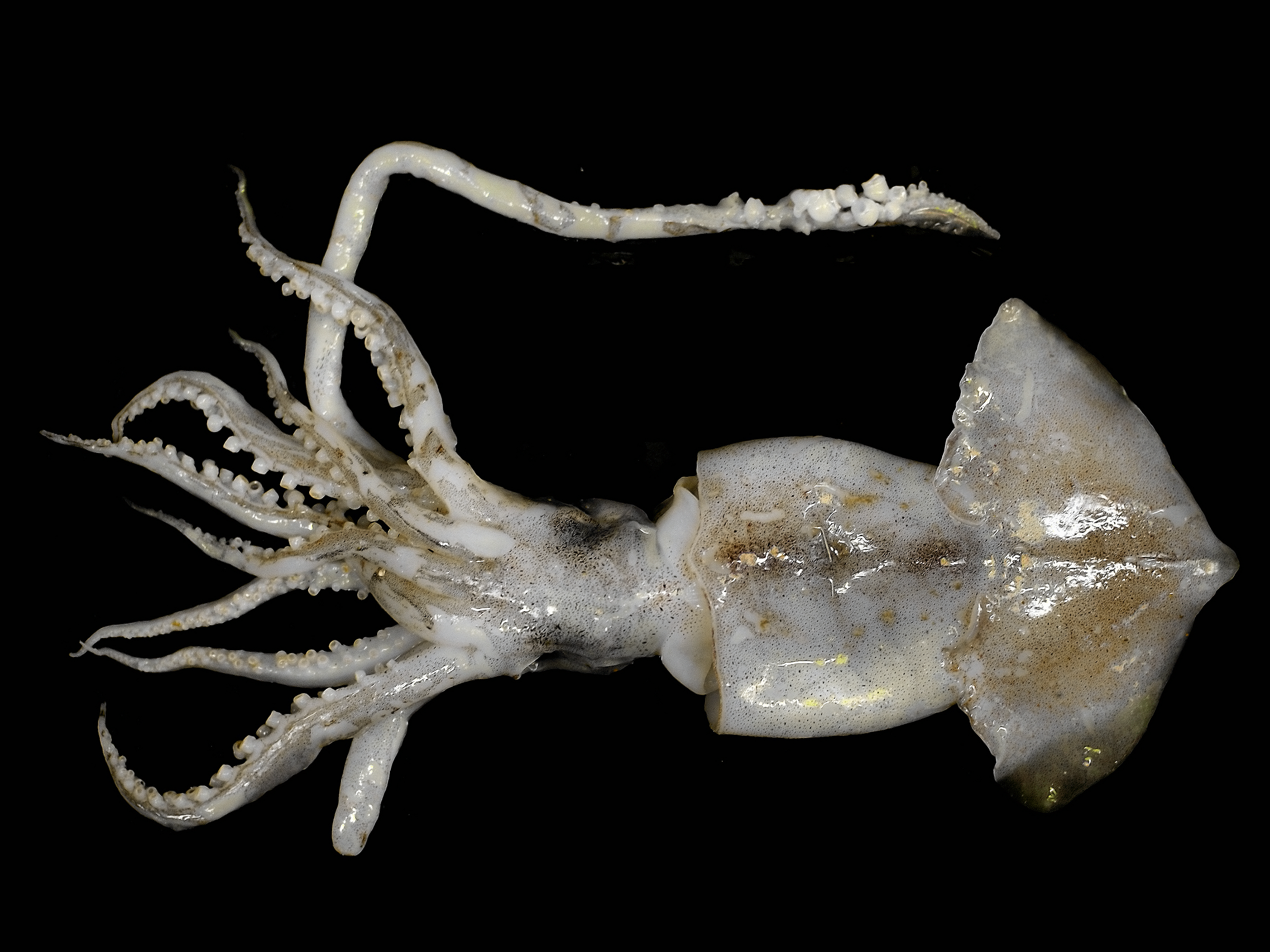
Lulas como Todaropsis eblanae são predadas pelo tubarão Holohalaelurus regani.

Comparado a outros tubarões de águas profundas, o tubarão Holohalaelurus regani tem um coração grande, sugerindo um estilo de vida relativamente ativo. É um generalista que se alimenta de uma ampla variedade de peixes ósseos, crustáceos e cefalópodes; tubarões maiores consomem proporcionalmente mais crustáceos e menos peixes. Pelo menos parte de sua dieta registrada provavelmente provém de necrofagia de descartes de pesca, dado a presença de espécies pelágicas rápidas que o tubarão dificilmente capturaria se estivessem vivas. Poliquetas, hidrozoários, gastrópodes e ovos de espécies da classe Myxini também podem ser ingeridos ocasionalmente. Esta espécie frequentemente apresenta parasitas nematódeos e platelmintos em seu estômago.
O tubarão Holohalaelurus regani é ovíparo, e a reprodução ocorre ao longo do ano sem padrões sazonais. Fêmeas maduras têm um único ovário funcional e dois ovidutos funcionais; um ovo amadurece em cada oviduto por vez. Cada ovo é contido em uma bolsa de sereia, com 3,6–4,3 cm de comprimento e 1,2–1,5 cm de largura. A bolsa é marrom-clara com tentáculos longos nos quatro cantos, que provavelmente servem para ancorá-la a rochas; sua superfície tem textura de veludo e apresenta estrias longitudinais. A taxa de postura de ovos é desconhecida, mas acredita-se ser alta, com base na resiliência do tubarão à pressão pesqueira. A predominância de fêmeas e filhotes em profundidades menores pode indicar que essas águas servem como áreas de berçário. Os filhotes eclodem com menos de 11 cm de comprimento. Machos e fêmeas atingem a maturidade sexual com 45–50 cm e 40–45 cm, respectivamente.

## Interações com humanos
O tubarão Holohalaelurus regani é inofensivo e sem valor comercial. É regularmente capturado como fauna acompanhante (e descartado) por pesca de arrastão visando peixes da família Merlucciidae ao sul de Cidade do Cabo. Ao contrário da maioria dos peixes cartilaginosos, seus números têm aumentado na presença de pesca comercial. As razões podem incluir sua alta taxa reprodutiva, reprodução em águas rasas com menos pesca, resistência que permite alta sobrevivência após captura e dieta oportunista. A União Internacional para a Conservação da Natureza (IUCN) classificou o tubarão Holohalaelurus regani como pouco preocupante, mas recomenda monitoramento contínuo da população devido à sua distribuição altamente restrita.